# Helina wroughtoni
Helina wroughtoni este o specie de muște din genul Helina, familia Muscidae. A fost descrisă pentru prima dată de Malloch în anul 1928. Conform Catalogue of Life specia Helina wroughtoni nu are subspecii cunoscute.